# Nokia N9
Nokia N9 (tên mã 'Lankku', tiếng Phần Lan tạm dịch là "tấm ván phẳng") là một điện thoại thông minh của Nokia chạy hệ điều hành nhân Linux Meego "Harmattan". Nokia N9 được bán ra với ba màu: đen, lục lam và đỏ tươi, sau đó tại Nokia World 2011 cuối năm 2011, Nokia giới thiệu thêm phiên bản màu trắng của thiết bị.

## Lịch sử
Là sự kế thừa của Nokia N900, trong nội bộ thường được gọi là N9-00, dự kiến được phát hành vào cuối năm 2010, khoảng một năm sau khi N900 ra mắt. Hình ảnh của các mẫu thử nghiệm trong tháng 8 năm 2010 bị rò rỉ cũng cho thấy một thiết kế công nghiệp với bàn phím 4 hàng. Một kỹ sư phần mềm làm việc cho bộ phận thiết bị của Nokia tiết lộ rằng các chiếc N9-00 được bán ra đầu tiên nhằm giúp cho việc theo dõi lỗi phản hồi công chúng cho Qt - một mã nguồn mở ứng dụng được phát triển trên khuôn khổ sử dụng hệ điều hành MeeGo  Thiết kế này sau đó đã được tinh giảm lại. Sau đó, Nokia bắt đầu làm việc trên các thiết bị N9-01, có tên mã là "Lankku", một biến thể mới không có bàn phím.
Nokia N9 được công bố vào ngày 21 tháng 6 năm 2011 tại sự kiện Nokia Connection ở Singapore. Vào thời điểm đó, nó được dự định sẽ bán ra và tới tay người tiêu dùng vào tháng 9 năm 2011. Người dùng có thể nhận được thông báo qua e-mail khi N9 được bán ra tại quốc gia của mình tại trang web của Nokia Online Store . Kể từ khi Nokia đóng những cửa hàng trực tuyến của mình ở nhiều nước, bao gồm: Ba Lan, Đức, Hà Lan, Pháp, Ý, Tây Ban Nha, Vương quốc Anh, và Mỹ vào ngày 30 tháng 6 năm 2011, sản phẩm sẽ được bán tại các quốc gia này thông qua các nhà phân phối bán lẻ. 
Trong tháng 8 năm 2011, Nokia thông báo rằng Nokia N9 sẽ không bán ra ở Hoa Kỳ. Các báo cáo khác cũng nói rằng, thiết bị sẽ không được bán tại các thị trường như Nhật Bản, Canada và Đức.
Nokia đã đăng trên blog chính thức của hãng trong tuần cuối cùng của tháng 9 năm 2011 rằng điện thoại N9 đã có mặt tại các cửa hàng. Giá bán lẻ ban đầu được công bố là khoảng 480 EUR (cho bản 16GB) và 560 EUR (cho bản 64GB) chưa áp dụng thuế hoặc trợ giá.
Tại Đức, các thiết bị nhập khẩu từ Thụy Sĩ được bán trực tuyến trên Amazon và Germany Cyberport GmbH. Trong tháng 1 năm 2012, Nokia N9 cũng đã được bán ra tại một số chuỗi cửa hàng Saturn Media Markt.
Tháng 2 năm 2012, Nokia N9 xuất hiện trên trang web Nokia của Ý, đây là một dấu hiệu cho thấy N9 sẽ được bán ra chính thức tại thị trường này .
Giá bán của Nokia N9 trong tháng 1 năm 2012, tùy vào kích thước bộ nhớ trong dao động từ 500 EUR đến 630 EUR, cao hơn so với Nokia Lumia 800 và Apple iPhone 4s.

## Tổng quan
- Hệ điều hành MeeGo 1.2 Harmattan
- Màn hình AMOLED 16 triệu màu, rộng 3.9 inches
- Kính Corning® Gorilla® chống xước
- Máy ảnh 8.0 MP với ống kính Carl Zeiss
- Vi xử lý 1 GHz, Ram 1GB, bộ nhớ 16GB và 64GB
- Định vị toàn cầu với A-GPS
- Hỗ trợ mạng xã hội, la bàn số
- Document viewer (Word, Excel, PowerPoint, PDF)

## Thông số kỹ thuật
- Bộ nhớ trong: 16 hoặc 64 GB
- RAM: 1 GB
- Vi xử lý CPU: ARM Cortex A8 1 GHz
- Thẻ nhớ ngoài: Không
- Danh bạ: Không giới hạn
- Tin nhắn: SMS/MMS
- Email: Có, SMTP/IMAP4/POP3/Push Mail
- Băng tần 2G: GSM 850/900/1800/1900
- Băng tần 3G:HSDPA 850/900/1700/2100/1900; 14.4 Mbps; HSUPA, 5.76 Mbps
- Wifi: 802.11 a/b/g/n
- Trình duyệt: HTML5
- GPS: A-GPS
- Bluetooth: Có, V2.1 với A2DP, EDR
- Hồng ngoại: Không
- USB: Micro USB
- Hệ điều hành: MeeGo 1.2 Harmattan
- Kiểu dáng: Dạng thanh; cảm ứng
- Bàn phím: Có, bàn phím ảo dạng Qwerty
- Kích thước: 116,45 x 61,2 x 7,6-12,1 mm
- Trọng lượng (g):135 g
- Ngôn ngữ: Đa ngôn ngữ, có tiếng Việt
- Loại pin: Pin liền Li-Ion, 1450 mAh
- Thời gian đàm thoại:11 giờ
- Thời gian chờ: 450 giờ